# Sam Flint
Pour les articles homonymes, voir Flint.
Sam Flint est un acteur américain né dans le comté de Gwinnett, en Géorgie (États-Unis), le 19 octobre 1882, et mort le 17 octobre 1980 à Woodland Hills, en Californie.

## Filmographie partielle
- 1934 : Student Tour de Charles Reisner
- 1935 : The Winning Ticket de Charles Reisner
- 1935 : Anna Karénine (Anna Karenina) de Clarence Brown
- 1935 : Le Marquis de Saint-Évremont (A Tale of two Cities) de Jack Conway et Robert Z. Leonard
- 1936 : La Chevauchée solitaire (The Lonely Trail) de Joseph Kane
- 1937 : Le Couple invisible (Topper) de Norman Z. McLeod
- 1941 : Marry the Boss's Daughter de Thornton Freeland
- 1942 : Spy Smasher de William Witney
- 1943 : The Phantom de B. Reeves Eason
- 1944 : Le Juré disparu (The Missing Juror) de Oscar Boetticher Jr.
- 1945 : L'introuvable rentre chez lui (The Thin Man Goes Home) de Richard Thorpe
- 1946 : Gilda de Charles Vidor
- 1946 : The Crimson Ghost de William Witney et Fred C. Brannon
- 1946 : La vie est belle (It's a Wonderful Life) de Frank Capra
- 1947 : Dernière lune de miel (Lost Honeymoon) de Leigh Jason
- 1949 : The Green Promise de William D. Russell
- 1950 : Les Rois de la piste de Tay Garnett
- 1952 : Les Indomptables (The Lusty Men) de Nicholas Ray et Robert Parrish : Le médecin
- 1953 : La Dernière Minute (Count the Hours) de Don Siegel
- 1957 : The Night Runner d'Abner Biberman
- 1951 : L'Inconnu du Nord-Express (Strangers on a Train) d'Alfred Hitchcock
- 1960 : Psychose (Psycho) d'Alfred Hitchcock
- 1963 : Ma femme est sans critique (Critic's Choice) de Don Weis
- 1968 : Head de Bob Rafelson